# Sliudianka
Sliudianka (en rus: Слюдянка) és una ciutat de Sibèria, a l'óblast d'Irkutsk. Està situada a la riba del llac Baikal, a l'altura de la desembocadura del riu Sliudianka, al nord de les muntanyes Jamar-Daban, 83 km al sud-est de Irkutsk. La seva població s'elevava a 18.542 habitants en 2010.

## Història
Al segle xvii, en 1647, va ser erigit aquí un presidi que servia a la ciutat de Irkutsk. Es va començar a explotar també els dipòsits de mica flogopita, sliuda en rus, que dona nom a la localitat i al riu en les proximitats de la desembocadura del que es troba la ciutat.
En 1899, es va edificar una estació en el recorregut del Ferrocarril Transsiberià, al voltant del qual es va fundar l'assentament que va donar origen a la ciutat, que va rebre aquest estatus en 1936.

## Demografia
| 1959   | 1970   | 1979   | 1989   | 1998   | 2002   | 2008   |
| ------ | ------ | ------ | ------ | ------ | ------ | ------ |
| 21 400 | 20 600 | 19 800 | 19 872 | 21 000 | 19 118 | 18 912 |

## Economia i transport

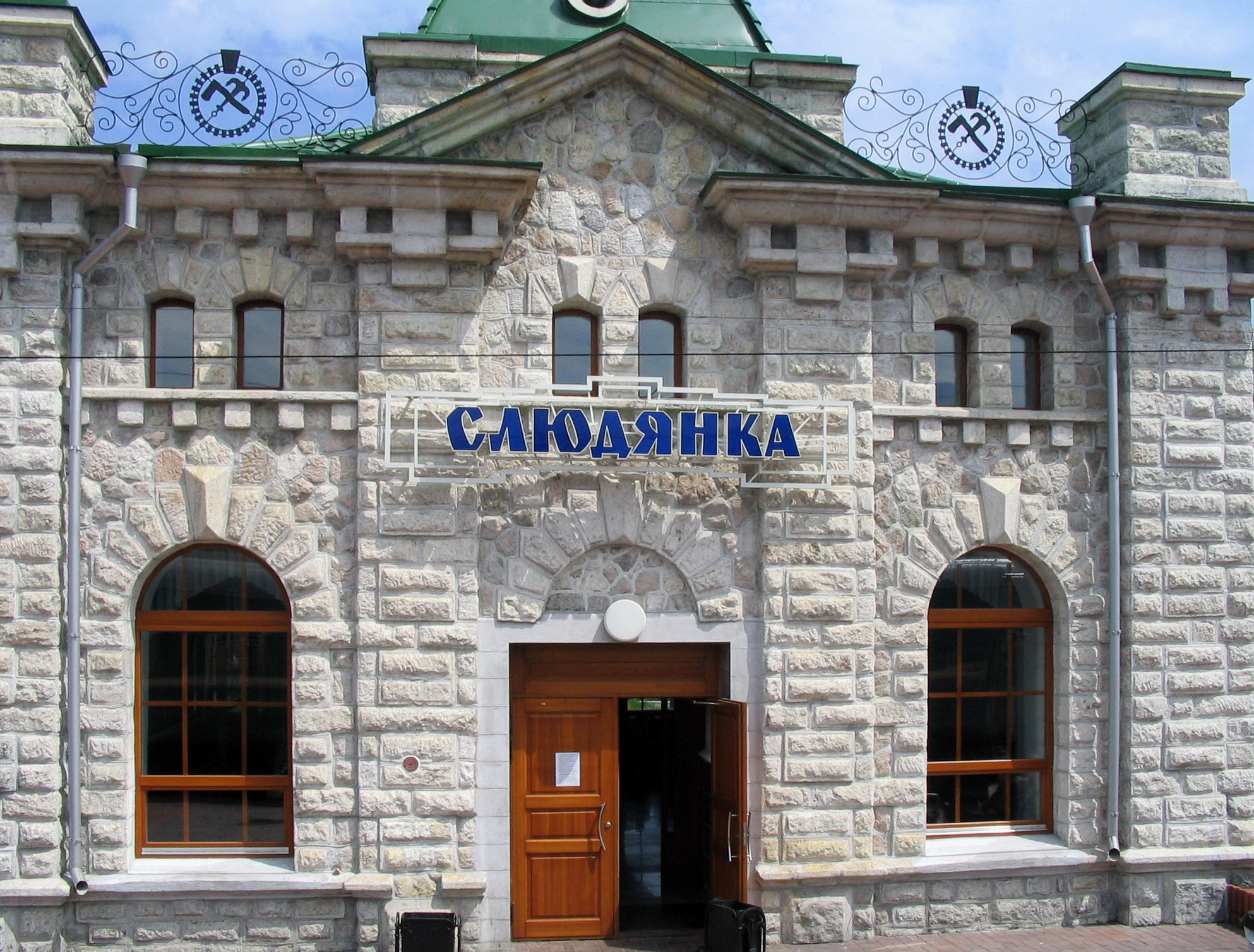
Entrada a l'estació ferroviària

Sliudianka és un centre de fabricació de ciment i de materials de construcció. Compta igualment amb una fàbrica de processament de peix i es desenvolupen activitats lligades al transport ferroviari.
Sliudanka es troba sobre el ferrocarril Circumbaikal (fins a mitjan segle XX part del ferrocarril Transsiberià), en el quilòmetre 5.311 des de Moscou. La seva estació està construïda enterament en marbre blanc. A la ciutat hi ha serveis d'autobusos i marshrutkas, minibusos. Irkutsk i Sliudianka està connectades per una via fèrria electrificada que és la via que actualment fan servir els trens Transsiberians.